# Căpreni
Căpreni é uma comuna romena localizada no distrito de Gorj, na região de Oltênia. A comuna possui uma área de 57.30 km² e sua população era de 2255 habitantes segundo o censo de 2007.